# Conus cadonensis
Espèce
Conus cadonensis est une espèce fossile de mollusques gastéropodes marins de la famille des Conidae.

## Taxonomie

### Publication originale
L'espèce Conus cadonensis a été décrite pour la première fois en 1840 par les naturalistes Charles Lyell (1797-1875) et George Brettingham Sowerby II dans « Annals and Magazine of Natural History »,.